# 钟南山
钟南山（1936年10月20日—），籍貫福建廈門，中国醫學家、教授，中国工程院院士（1996年）。專長慢性阻塞性肺病及其他呼吸道病。2003年起中國歷次呼吸道传染病（SARS、H1N1、H5N6、H7N9、MERS、COVID-19）的防治領軍人，尤以在广东省防治2003年非典型肺炎（SARS）傳染病聞名，他領導的广州呼吸疾病研究所主動接收SARS患者，並找出了医治皮質激素恶性股骨头坏死后遗症的療法；2020年嚴重急性呼吸系統綜合症冠狀病毒2型傳染病暴发，83歲的鍾南山任中国國家衛健委高級別專家組組長主理。
防治傳染病之外，钟南山自2004年起關注肺炎與霧霾的關連，2012年3月、2013年3月全國人大會期期間積極向媒體宣傳霧霾議題。其他職銜包括：1992-2002年广州医学院院長（今廣州醫科大學校長）、2006-2011年中華醫學會會長；1993－2008年任第八、第九、第十屆全國政協委員；2008－2018年任第十一、十二屆全國人大代表；1997年任中共十五大代表。

## 生平

### 家世
父親钟世藩（1901年5月2日－1987年6月22日），是福建同安（今廈門）的一个貧農，由養父的五弟養育，9歲入上海當僕人，北京协和医学院医疗系本科，纽约州立大学医学博士，曾公派辛辛那提醫院研究，中山医学院儿科教授。
母親廖月琴（1911年－1966年7月），福建同安（今廈門）人，北京协和医学院护理学本科，護士，曾公派波士頓學習，華南腫瘤醫院副院长，文革時自殺，終年56歲。

### 早年學習
1936年10月20日，鍾南山生於南京市第一區中央医院（今中国人民解放军东部战区总医院）。南京中央醫院是曾經是他的父親任職於兒科醫生的地方，因醫院在鍾山之南，取名鍾南山。抗日戰爭時其父調任贵阳中央医院（今贵阳市第二人民医院）任院长，由此鍾南山在1938年9月—1946年7月的童年成長於貴州貴陽，他在一次專訪提到「我小时候就是在这里长大的，算是半个贵州人，之后因为工作又多次来到贵州，很多儿时的记忆，至今都还记得。（切換至贵阳话）我还记得甜酒和乾糍粑。」。 
1946年贵阳中央医院遷址廣州（今广东省人民医院），鍾南山由此定居廣州。1949年入嶺南大學附小（現中山大學附小），升入今廣州华南师大附中。1955年考入北京医学院（今北京大学医学部），1960年畢業。
1959年8月在第一屆全國運動會的北京市集訓隊的一次測試，400米跨欄跑出54.2秒（手動計時，比當時中國紀錄更快），但正式選拔時不在狀態，未能出賽。1960年北京市运动会男子十项全能亚军。
1960年畢業至1971年被分配留校講授放射生物化学，這11年間沒當醫生。1964-1966年知青下鄉，到山东乳山搞“四清运动”。1966年，母亲投江自杀，同年他加入中国共产党，文革期間1969年再次知青下鄉到河北宽城。
1979-81年到英国任研究員。頭一年半先到爱丁堡大学医学院轄下愛丁堡皇家醫院，師從David Caton Flenley教授。Flenley專長是慢性阻塞性肺病與睡眠窒息的關係，鍾南山跟他學習的是吸煙吸入的一氧化碳如何影響血红蛋白的帶氧量，期間亦有在急診室研習在人工呼吸時導致的肺部分流（shunt）。餘下半年在伦敦聖巴多羅買醫院的實驗室裡研究組織胺與前列腺素。
1984年被授予首批国家级有突出贡献专家称号。1985年后被指定为中央领导保健医生，受聘为世界卫生组织医学顾问、国际胸科协会特别会员、亚太分会理事。
1992年至2002年担任广州医学院（今广州医科大学）院长，1993年當选全国政協委员。1996年当选中国工程院院士。
2005年4月当选中华医学会第23任会长。

### SARS时期
从2003年初，广东等地开始暴发不明原因肺炎的时候起，钟南山就在密切注视着疫情的发展情况。
2003年2月，钟南山否定了卫生部直属事业单位中国疾病预防控制中心关于“典型衣原体是非典型肺炎病因”的观点，为广东卫生行政部门及时制定救治方案提供了决策论据。2003年2月11日，钟南山在广东省卫生厅召开的新闻发布会上称：“市民到公众场所进行正常的活动是不会受到感染的，所以广大市民在日常生活中无需对此过份恐惧”。4月11日则在新闻发布会上称“广东省在SARS发病初期不存在有意隐瞒”。
钟南山领导的课题组提出了一套行之有效的救治方法，大大提高了广东地区“非典”危重病人的成功抢救率，降低了死亡率，且明显缩短了病人的治疗时间。凭着多年经验，钟南山采用面罩通气方式维持病人生命，再使用适当剂量的皮质激素遏止病人肺部囊性纤维化。事实证明他的判断和尝试正确，世界卫生组织派出的专家组认为：以钟南山为首的广东专家摸索出来的治疗经验，对世界抗击非典型肺炎有一定的指导意义。但激素的使用造成了后遗症使得康复者终身需要治疗其他症状。

### COVID-19
COVID-19初期，2020年1月，钟南山院士被任為中华人民共和国国家卫健委高级专家组组长，对自武汉暴发的2019冠状病毒病疫情进行调研考察。18日，钟南山于武漢考察時發現當地多名醫護已被感染，斷定武漢市衛健委對國家衛健委專家組隱瞞病毒的人傳人傳染性。20日，钟南山于白岩松直播訪問节目《新闻1+1》期間，兩次說出“肯定的有人传人”，被視爲中國官方首次確認病毒有人传人現象，促使社會對疫情的重視。白岩松後來描述鍾南山「他说到了人传人、不要去武汉、要戴口罩等等，这样的言语立即产生了动员的效果。」钟南山于也反復强調疫情傳染速度甚至可能超過03年非典疫情，但疫苗研發進展緩慢和中國疾控中心未得到重視。其亦强調，和跨國联防联控机制的重要，嘗試提高市民危機防範意識。
3月9日，钟南山估计新冠肺炎全球疫情的发展将至少延续至6月份，指出防控的重点将从输出转为输入，因而提出由中國國外疫區入境的入境者需要隔离。9月3日，钟南山入選世卫组织新冠肺炎疫情应对评估专家组成员。
2021年8月20日上午，钟南山表示80%以上的人口接种疫苗之后，中国可以建立有效的群体免疫。
2022年4月，在上海经历严格封城之时，钟南山与多位医学专家联名在《国家科学评论》上发布名为《中国在未来新冠时代的重新开放策略》的文章，首次公开指出“动态清零”政策无法长期维持，中国需要有序重新开放以恢复社会经济发展，并对改良优化防疫政策提出多项建议。但因其观点主张与中国政府的政策相违背，该文章及其相关信息在中国互联网上很快被大范围屏蔽删除，并无法搜索。而后根据报道，钟南山曾两次亲自写信给习近平，告诉他清零政策是不可持续的，并敦促逐步重新开放。
2022年12月9日，钟南山在公开的“中国医学会呼吸病学年会-2022”视频会议中表示：“Omicron毒株感染并不可怕，99%可在7-10天恢复；过度“预防”会造成更大的次生危害；重点应放在防控重症”，并肯定中国政府出台的优化疫情防控政策，该说法被人民日报等官媒转发。

## 性格與言行

### SARS流行时期
叶依在《钟南山传》中，对其在非典疫情中的举措做出了这样的评价
凡是了解钟南山秉性的人，都认为他天不怕，地不怕，就怕昧着良心说假话。
2003年2月18日中国疾病预防控制中心錯誤指SARS病原是衣原体，當天钟南山在廣東省衛生廳緊急會議上糾正SARS的病原体是病毒。
当年4月11日在國台辦的記者會說「从医学方面的角度来看，这个病并没有得到有效控制……因为这个病的病原都没搞清，不可能控制它……（記者：中国医护人员的防护有没有到位？）沒有！」，與4月3日中國衛生部長張文康「我在这儿以部长的名义说中国局部地区已经有效地控制了非典型肺炎的疫情……到中国来工作、旅游、开会也是安全的」說法有異。

### SARS-CoV-2时期
2020年5月4日晚，钟南山应外交部和国家卫健委联合，邀请为留学生答“疫”解惑时说

进行实验后，我有底气、有证据来说，连花清瘟真地有效。

刚刚做完一个实验，结果很快就要发表了，第一次在世界上用非常充足的证据证实连花清瘟有效，能帮助病人恢复。

紧接着，当年5月，钟南山团队发表在《植物医学》上的论文中做出如下描述
在284个病例中，治疗组的康复率显著高于控制组……治疗组的症状康复时间中位数明显更短
2023年11月，钟南山团队发表在《病毒学》上的论文中做出如下描述
随机化实验中，莲花清瘟有效地加快了COVID-19患者症状恢复……
在410例服用莲花清瘟胶囊的病例、与405例服用安慰剂的患者中，莲花清瘟显著缩短了主要病症的结束点
莲花清瘟胶囊显著缩短或减轻了包括 鼻塞或流鼻涕、咽喉疼痛、咳嗽、炎热感或发烧、无力或疲惫、肌痛 这些临床症状……

莲花清瘟胶囊促进了轻度至中度COVID-19的病症恢复，并且耐受性良好

### 其他
2021年5月22日，钟南山为袁隆平献上缅怀之辞。

## 相关公司与社会组织
- 广州呼研所医药科技有限公司，董事长。[49]
  - 广州呼研所医药科技有限公司位于广州市黄埔区，成立于2009年10月，注册资本1.38亿元，是广州呼吸疾病研究所及呼吸疾病国家重点实验室的科技成果转化基地。

- 天津红日健达康医药科技有限公司，董事。[50]

- 钟南山医学基金会，名誉理事长。
  - 基金会主要开展医学学术交流、助学、救助病人、扶贫济困等社会公益慈善事业。2011年5月，在钟南山建议和推动下，召开广东省南山医学发展基金会筹建会议。2019年11月，正式更名为“广东省钟南山医学基金会”。[51]

- 石家庄生物医药院士工作站，专家委员会成员
  - 石家庄生物医药院士工作站依托单位为石家庄以岭药业股份有限公司。[52]

## 家庭及个人生活

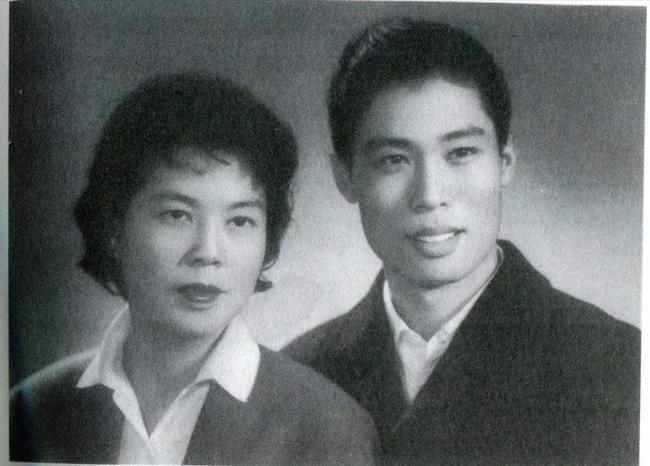
1963年钟南山与李少芬的合影

钟南山于1959年全运会上与篮球运动员李少芬相识，1963年结婚。两人育有一儿一女。
- 儿子钟帷德是廣州市第一人民醫院的教授，主任醫師，博士生導師[53]，也是一名业余篮球运动员，曾担任所在医院篮球队主力队员。
- 女儿钟帷月是一名前游泳运动员，曾得过世界短池蝶泳冠军，打破50米蝶泳世界纪录；1994年在羅馬世界游泳錦標賽上因兴奋剂尿检阳性而遭到禁賽，是中国首位遭到国际泳联禁赛的中国运动员。事发不久后钟帷月便退役，後來移居美國，並在一所游泳俱樂部擔任教練。现为广东省游泳协会理事[54][55]。

## 相关爭議事件
2006年5月8日，钟南山在广州街头被抢手提电脑，警方出动百余警察在10天后破案。之后，他在接受《南方周末》采访时要求恢复收容制度，使用严厉的措施来改善广州治安。相关言论在论坛与报纸上引发巨大争论，并招来不少非议。
2020年5月，崔永元指稱钟南山为伊利安慕希牛奶打广告時將廣告包裝為新聞，崔認為這是在違反广告法。另又有微信公众号发文称，钟南山早前宣称中药连花清瘟对治疗新冠肺炎有效，令药价急升，供不应求。而該藥藥廠創始人吴以岭曾在2015年和钟南山签订有关连花清瘟系列产品研究战略合作项目。随后瑞典机构研究指，连花清瘟对治疗新冠肺炎无效，同時瑞典禁止進口該藥。然而對替其他廠商打廣告一事，钟南山全部予以否認。
2020年12月12日，时值华南师范大学附属中学132周年校庆，作为1955届校友、中国工程院院士的钟南山为“钟南山塑像”揭幕，并称“大家可以在这里举行校庆来之不易，需要珍惜，因为我们的国家和政府以人民至上、生命至上。”
2021年1月26日，随着中国科学院学部官网发布中科院学部科学道德建设委员会关于饶毅《正式举报林-裴（1999）论文涉嫌学术不端》的处理意见，钟南山院士被卷入该事件之中。 由于该事件的处理意见对争议的科学问题本身缺乏回应，因此引起了学界和社会的广泛争论。社会对于要求重现实验，或是要求调查复核组公布具体调查细节的呼声要求很高。钟南山本人对此事一直未予作出回应。
2022年1月12日，河南省许昌市公安局的一则通报称 ：经公安机关调查，郑州金域临床检验中心有限公司区域负责人张某东违反传染病防治法的规定，实施引起新型冠状病毒感染肺炎传播或者有传播严重危险的行为。禹州市公安局于2022年1月10日，对张某东以涉嫌刑事犯罪立案侦查并采取强制措施。目前该案正在进一步办理中。郑州金域临床检验中心有限公司正是钟南山旗下的公司之一。
2022年6月18日，有民众利用北京市政府官方的App「健康宝」（Health Kit）的老幼助查询功能查到了钟南山的接种纪录，但结果显示钟南山并未接种疫苗，也并未做过核酸。钟南山本人并未出面解释，后续有一些媒体称，这是因为该app仅能查询居住地或疫苗接种地为当地的接种者的疫苗接种信息，对非当地人士的查询不予支持。

## 评价
- 钟南山为抗击SARS所做的一切为他赢得了“抗击非典第一功臣”的美誉。2003年6月，广东省举行“抗击非典表彰先进大会”，钟南山被授予唯一的特等功。
- 2003年4月中国社会调查所做的一项电话民意调查显示，在北京、上海、广州等地的1200位受访民众当中，有89%认为钟南山是一位英雄。
- 2004年被评为“感动中国2003年度”十大人物之一。

## 電視採訪
- CCTV-10科教频道《大家》2005年、2016年10月12日兩度專訪[69]。
- 湖南卫视《背后的故事》2007年10月14日專訪[70]。

## 榮譽及头衔
獎項
- 2003年：中国五一劳动奖章
- 2003年：中国医学基金会华源医德风范奖
- 2016年：中國科學院光华工程科技奖成就獎[71]
- 2020年：共和國勛章[72]
- 2020年：澳门大蓮花榮譽勳章[73]
- 2020年：美国时代百大人物[74]

年度最佳論文
- 2008年《柳叶刀》：編委會稱讚「鍾南山及其團隊闡明了羧甲司坦（Carbocisteine，又譯卡玻西典）可以阻止慢性阻塞性肺病惡化，以相宜的價格就能提升生活，對發展中國家意義重大」。（註：編委會選出6篇論文給讀者投票，最後頒布兩篇勝出，一篇為編委會所選，一篇為讀者票最高。鍾的論文屬票數高。）[75][76]

院士
- 1996：中国工程院院士

專業學會銜
- 1989：美国胸科医师学会會士[77]
- 1993：欧洲呼吸学会會員[77]
- 2005：爱尔兰皇家内科医师学会會士[77]
- 2011：爱丁堡皇家内科医师学会會士[77]
- 2019：倫敦皇家内科医师学会會士[78]

榮譽学位和荣誉性質的会士
- 2005：香港医学专科学院荣誉會士[77]
- 2008：欧洲呼吸学会荣誉會士[77]
- 2007：愛丁堡大學（荣誉）醫學博士[79][80][81]
- 2010：澳门科技大学荣誉醫學博士[82][83]
- 2011：伯明翰大學荣誉理學博士
- 2013：香港中文大學荣誉理學博士[84]
- 2020：香港理工大学荣誉博士学位[85]

医学及公共卫生相关官方组织職銜
- 1985-1990：世界卫生组织吸烟与健康医学顾问[77]
- 2006-2011：中华医学会会长[77]

以钟南山的名字命名的菌种：
- 钟南山棒状杆菌 Corynebacterium zhongnanshanii Zhang et al. 2021[86]

；榮譽
2020年8月11日：共和国勋章，国家主席习近平签署第53号主席令，根据第十三届全国人大常委会的决定，授予钟南山“共和国勋章”。

## 外部連結
- 钟南山：50岁以上的广州人肺都是黑色的
- 钟南山 （页面存档备份，存于）
- 钟南山 （页面存档备份，存于） 广州名人网